# 27456 Sarkisian
27456 Sarkisian este un asteroid din centura principală de asteroizi.

## Descriere
27456 Sarkisian este un asteroid din centura principală de asteroizi. A fost descoperit pe 5 aprilie 2000 la Socorro, New Mexico, în cadrul proiectului LINEAR. Asteroidul prezintă o orbită caracterizată de o semiaxă mare de 2,62 ua, o excentricitate de 0,03 și o înclinație de 1,3° în raport cu ecliptica.